# San Giuseppe da Copertino (titre cardinalice)
 (février 2024).
Si vous disposez d'ouvrages ou d'articles de référence ou si vous connaissez des sites web de qualité traitant du thème abordé ici, merci de compléter l'article en donnant les références utiles à sa vérifiabilité et en les liant à la section « Notes et références ».
Le titre cardinalice de San Giuseppe de Copertino (Saint Joseph de Copertino) est érigé par le pape François le 14 février 2015. Il est attaché à l'église homonyme située dans le quartier de Cecchignola, au sud de Rome.

## Titulaires
| - José Luis Lacunza Maestrojuán depuis 2015 |